# Новая Гребля (Золотоношский район)
Новая Гребля (укр. Нова Гребля) — село в Золотоношском районе Черкасской области Украины.
Население по переписи 2001 года составляло 382 человека. Почтовый индекс — 19752. Телефонный код — 4737.

## Местный совет
19753, Черкасская обл., Золотоношский р-н, с. Шабельники